# Sada Atsushi
Sada Atsushi (佐田 篤史?; Okayama, 24 dicembre 1995) è un goista giapponese.
Discepolo di Sumi Shinsuke, è diventato professionista nel 2012 ed è affiliato alla Kansai Ki-in.
Nel 2013 ha partecipato ai IV Giochi asiatici indoor e di arti marziali; nella competizione a squadre (insieme a Hirata Tomoya, Katsuya Motoki e Kazushi Tsuruta) si è classificato terzo, in quella individuale settimo.
Nel 2014 è stato promosso 2 dan; nel 2016 è diventato 3 dan; nel giugno 2019 4 dan.
Nel 2020 è stato finalista dello Shinjin-O, perdendo contro Seki Kotaro; nello stesso anno è stato promosso 7 dan per essersi qualificato alla lega dell'Honinbo.
Nel 2021 è arrivato secondo nel Kansai Ki-in Primo Posto, perdendo la finale 0–2 contro Yu Zhengqi.
Nel 2022 è arrivato alla finale per la determinazione dello sfidante per la sessantesima edizione del Jūdan, ma è stato sconfitto da Yu Zhengqi. È stato scelto come uno dei rappresentanti giapponesi alla 27ª edizione della Samsung Fire Cup, ma è stato eliminato al primo turno dalla sudcoreana Choi Jeong.
Nel 2023 ha vinto il torneo per la determinazione dello sfidante per la sessantasettesima edizione del Kansai Ki-in Primo Posto. È stato selezionato come membro della squadra giapponese di go ai XIX Giochi asiatici del 2023, dove ha partecipato alla competizione maschile a squadre insieme a Seki Kotaro, Shibano Toramaru, Ichiriki Ryō, e Iyama Yūta. Nel torneo preliminare ha ottenuto tre vittorie e due sconfitte, quella contro il sudcoreano numero uno al mondo Shin Jin-seo e quella contro il taiwanese Xu Jiayuan: in questo modo ha contribuito al passaggio del turno del Giappone. In semifinale la squadra giapponese ha incontrato nuovamente quella sudcoreana, venendo sconfitta per 0-5: Sada ha perso per la seconda volta contro Shin Jin-seo. Nella finale per il bronzo, ha ottenuto la rivincita contro il taiwanese Xu Jiayuan nel 4-1 con cui il Giappone ha sconfitto Taiwan, ribaltando il risultato dei gironi, e ha conquistato la medaglia di bronzo. Tra ottobre e novembre ha perso la finale del Kansai Ki-in Primo Posto contro Yu Zhengqi per 0–2.